# Zygmunt Parys
Zygmunt Parys herbu Prawdzic (zm. 1648) – kasztelan czerski w latach 1637–1648 (lub do 1653 roku), kasztelan warszawski w latach 1634–1637, podkomorzy czerski w 1624 roku.
Syn Hieronima i Zofii Zielińskiej, brat Adama Hieronima. Żonaty z Heleną Lasocką i Jadwigą Górską, miał córki: Jadwigę, Katarzynę, Zofię i syna Konstantego Macieja.
Studiował w Ingolstadt w 1615 roku.
Poseł na sejm 1628 roku. Elektor w 1632 i 1648 roku z ziemi czerskiej.